# Pterolophia transversefasciata
Pterolophia transversefasciata là một loài bọ cánh cứng trong họ Cerambycidae.